# Money (That’s What I Want)
Money (That’s What I Want) (englisch für: Geld (Das ist’s, was ich will)) ist ein 1959 von Barrett Strong gesungener Rhythm-and-Blues-Song, der erst später durch zahlreiche Coverversionen bekannt wurde.

## Entstehungsgeschichte
Im Januar 1959 hatte Berry Gordy jr. das unabhängige Plattenlabel Tamla Records gegründet und war auf der Suche nach Talenten. Jackie Wilson stellte ihm den 18-jährigen Barrett Strong vor, der Klavier spielte, aber nur durchschnittlich singen konnte.
Im August 1959 improvisierte Gordy in einem in einer Garage neu errichteten Heim-Tonstudio von Hitsville U.S.A (den späteren Motown Recording Studios) gerade am Klavier, als er Strong und Janie Bradford aufforderte: „Los, denkt an etwas, das jeder braucht!“ – „Geld!“ antwortete Bradford. Spontan entstand ein Text und Barrett Strong, der besser Klavier spielte als Gordy, setzte sich ans Klavier. Die Besetzung bestand zudem aus einem weißen Gitarristen namens Eugene Grew, Eddie Holland übernahm das Tamburin (und fungierte als Toningenieur), James Jamerson spielte Bass, Joe Hunter (Piano) und Benny Benjamin bediente sparsam ein Tomtom. Mit Jamerson, Hunter und Benjamin fand sich zur Aufnahme erstmals der Kern der späteren Funk Brothers zusammen.
Der Text behandelt die Geldgier des Protagonisten und liefert eine zynische Perspektive auf Romanzen und Finanzen. Die Liebe seiner Freundin gefällt ihm zwar sehr, aber mit Liebe kann er keine Rechnungen bezahlen. Der ansteckende Rhythmus basierte auf einem Boogie-Woogie-Piano-Riff.

## Veröffentlichung und Erfolg

Barrett Strong – Money

Vom Zeitpunkt her war es etwas unpassend, ein Lied, das das Verlangen nach Geld thematisiert, inmitten des Payola-Skandals zu veröffentlichen. Doch der Erfolg sollte die Bedenken vertreiben. Money (That’s What I Want) / Oh I Apologize (Tamla 54027) wurde als achte Single des Tamla-Labels erstmals im August 1959 veröffentlicht. Nach dem Airplay beim Detroiter Radiosender WCHB durch Disc-Jockey Larry Dixon stellte sich eine so große Nachfrage ein, dass Gordy die Rechte an seine Schwester Gwen Gordy und deren Label Anna Records lizenzierte.
Das Label verfügte über ein besseres Vertriebssystem und brachte die Single am 10. Dezember 1959 (Anna 1111) erneut auf den Markt. Nach einer Anzeigenschaltung im Billboard-Magazin ab 4. Januar 1960 gelangte die Single am 25. Januar 1960 in die Rhythm-&-Blues-Hitparade, wo sie bis auf Platz 2 kletterte; in den Pop-Charts erreichte sie Platz 23. Der Song blieb Strongs einziger Hit als Interpret.

### Auszeichnungen für Musikverkäufe
| Land/Region                  | Auszeichnungen für Musikverkäufe (Land/Region, Auszeichnung, Verkäufe) | Verkäufe |
| ---------------------------- | ---------------------------------------------------------------------- | -------- |
| Vereinigtes Königreich (BPI) | Silber                                                                 | 200.000  |
| Insgesamt                    | 1× Silber ·                                                            | 200.000  |

## Coverversionen
Mindestens 67 Coverversionen sind bekannt. Jerry Lee Lewis griff den Song offenbar als Erster auf (aufgenommen am 21. September 1961 bei Sun Records in Nashville), die Searchers brachten ihn als B-Seite auf die deutsche Single Süß ist sie (Sugar and Spice) / Liebe (veröffentlicht am 15. Januar 1964).

### Version der Beatles
Erste Studioaufnahme:
Der Manager der Beatles, Brian Epstein, konnte Mike Smith, einen Assistenten in der Abteilung A&R bei Decca Records, überzeugen, am 13. Dezember 1961 ein Konzert der Beatles im Cavern Club zu besuchen. Smith war von dem Auftritt so beeindruckt, dass er für den 1. Januar 1962 um 11 Uhr Probeaufnahmen ansetzte. Die Produktionsleitung der Decca Audition hatte Mike Smith in den Decca Studios, Broadhurst Gardens, London, inne, es gab pro Lied nur einen Take, aufgenommen wurde in Mono. Overdubs wurden nicht produziert und eine Abmischung fand nicht statt. Die Beatles spielten also quasi live – innerhalb einer Stunde nahmen sie 15 Lieder auf. Neben Like Dreamers Do wurden noch die Lennon/McCartney-Kompositionen Hello Little Girl und Love of the Loved eingespielt. Anfang Februar 1962 wurden die Beatles von Decca überraschenderweise abgelehnt.
Besetzung
- John Lennon: Rhythmusgitarre, Gesang
- Paul McCartney: Bass
- George Harrison: Leadgitarre
- Pete Best: Schlagzeug

Diese Version ist bisher lediglich auf Bootlegs veröffentlicht worden.
Zweite Studioaufnahme:
Money (That’s What I Want) wurde am 18. Juli 1963 in den Londoner Abbey Road Studios (Studio 2) mit dem Produzenten George Martin aufgenommen. Norman Smith war der Toningenieur der Aufnahmen. Die Band nahm insgesamt sieben Takes auf. Am 30. Juli wurde die Klavierbegleitung von George Martin eingespielt. Die Abmischung des Liedes erfolgte am 21. August 1963 in Mono und am 29. Oktober 1963 in Stereo.
Besetzung
- John Lennon: Rhythmusgitarre, Gesang
- Paul McCartney: Bass, Hintergrundgesang
- George Harrison: Leadgitarre, Hintergrundgesang
- Ringo Starr: Schlagzeug
- George Martin: Klavier

Veröffentlichungen der Beatles:
- Am 12. November 1963 erschien Money (That’s What I Want) in Deutschland auf dem Beatles-Album With the Beatles. Das Album erschien in Großbritannien am 22. November 1963.
- In den USA wurde Money (That’s What I Want) erstmals auf dem Album The Beatles’ Second Album am 10. April 1964 veröffentlicht.
- Am 20. November 1995 wurde das Beatles-Kompilationsalbum Anthology 1 veröffentlicht, auf dem sich eine Liveaufnahme vom 24. Oktober 1963 in Mono von Money (That’s What I Want) befindet, die für den schwedischen Radiosender Sveriges Radio im Karlaplansstudion, Stockholm aufgenommen worden war.
- Für BBC Radio nahmen die Beatles unter Livebedingungen sechs weitere Fassungen von Money (That’s What I Want) auf, von denen die Aufnahme vom 18. Dezember 1963, im BBC Paris Theatre, London auf dem Beatles-Kompilationsalbum On Air – Live at the BBC Volume 2 am 8. November 2013 erschien.[8]
- Auf dem Beatles-Album The Beatles Bootleg Recordings 1963, erschienen am 17. Dezember 2013, wurde eine weitere BBC-Version von Money (That’s What I Want) veröffentlicht: Aufnahme vom 1. Juni 1963 im BBC Paris Theatre, London. Darüber hinaus befindet sich eine anders abgemischte Studioversion auf dem Album.

### Weitere Versionen
Die Rolling Stones nahmen ihre Version am 17. Januar 1964 für ihre erste EP You Better Move on (Decca DFE 8560) auf, es folgten die Rattles (LP Liverpool Beat vol. 1; 1964) und die Kingsmen (März 1964; US-16), Etta James sang den Titel live im New Era Club in Nashville (27. und 28. September 1964), Waylon Jennings nahm ihn am 3. Dezember 1964 auf. Es folgten die The Liverbirds (LP Star Club Show vol. 4; Januar 1965), Everly Brothers (am 7. Juni 1965 bei United Recording aufgenommen), John Lee Hooker (LP It Serve You Right to Suffer; 23. November 1965), Supremes (26. April 1966) oder Led Zeppelin (live aus der Frankfurter Festhalle; 30. Juni 1980). John Lennon spielte den Titel 1969 bei seinem Auftritt mit der Plastic Ono Band beim Toronto Rock and Roll Revival, die Aufnahme erschien auf dem Album Live Peace in Toronto 1969.
Der Song erschien auch in dem Film Animal House (Premiere am 27. Juli 1978). Ein minimalistisches Cover lieferten die Flying Lizards mit ihrem Rap ab (Juli 1979; GB-5). Boyz II Men brachten ihn auf ihrer LP Motown: A Journey Through Hitsville USA (November 2007) heraus. Außerdem wurde Money (That’s What I Want) von Blinky (1972), Pearl Jam, The Smashing Pumpkins, The Blues Brothers, The Doors, The Sonics oder The BossHoss veröffentlicht.

## Auszeichnungen
Für den Song gab es einen BMI-Award, er wurde in die Rock and Roll Hall of Fame aufgenommen.